# Yo-kai Watch
Autre
Yo-kai Watch (妖怪ウォッチ, Yōkai Wocchi, officiellement transcrit en Youkai Watch au Japon) est une franchise médiatique japonaise cross-media du studio Level-5, composée de jeux vidéo et d'adaptations en mangas et anime.
L’œuvre principale est un jeu vidéo de rôle sorti sur Nintendo 3DS en juillet 2013 au Japon, en novembre 2015 en Amérique du Nord et en avril 2016 en Europe. Le deuxième opus en deux versions, Esprits Farceurs et Fantômes Bouffis, est sorti en juillet 2014 au Japon, en septembre 2016 en Amérique du Nord et en avril 2017 en Europe, suivi par une troisième version, Spectres psychiques, en décembre 2014 au Japon et à l'automne 2017 en Amérique du Nord et en Europe. Un troisième opus en deux versions, Sushi et Tempura, est sorti en juillet 2016 au Japon, suivi d'une troisième version, appelée Sukiyaki, sortie en décembre 2016. Le jeu est ensuite sorti en Europe le 7 décembre 2018. Un quatrième opus est sorti au Japon en juin 2019 sur Nintendo Switch, suivi d'une version améliorée en décembre 2019 sur Nintendo Switch et PlayStation 4.
Six adaptations en manga sont publiées à partir de 2012 par l'éditeur Shōgakukan. Une adaptation en anime par le studio OLM est diffusée entre janvier 2014 et mars 2018 sur TV Tokyo. Cette dernière est distribuée en Europe par VIZ Media Europe. Une suite intitulée Yo-kai Watch Shadowside est diffusée entre avril 2018 et mars 2019. Une troisième série intitulée Yo-kai Watch! est diffusée entre avril et décembre 2019. Une quatrième série intitulée Yo-kai Watch Jam - Yo-kai Gakuen Y: N to no sogu est diffusée entre décembre 2019 et avril 2021, et une cinquième série intitulée Yo-kai Watch ♪ est diffusée entre avril 2021 et mars 2023.

## Trame
Un jour, alors qu'il se promène au mont Sylvestre dans la ville de Granval-sur-Mer (Sakura New Town), inspiré de la ville de Tsuchiura, Ibaraki) pour attraper des insectes rares, un garçon nommé Nathan Adams (Keita Amano en japonais) tombe sur un gashapon (machine à capsule) particulier près d'un arbre sacré. Quand il ouvre l'une des capsules, il fait apparaître un Yo-kai nommé Whisper, ce dernier donne à Nathan un dispositif connu sous le nom de Yo-kai Watch. En l'utilisant, Nathan est capable d'identifier et de voir de nombreux Yo-kai qui hantent les personnes et causent des méfaits. Ensemble, Nathan et Whisper commencent à devenir amis avec toutes sortes de Yo-kai rencontrés, qu'il peut alors invoquer pour lutter contre des Yo-kai malintentionnés qui vivent dans la ville.

## Création
La création de la franchise Yo-kai Watch est révélée officiellement en octobre 2011 dans le magazine CoroCoro Comic publié par Shōgakukan. Lors de la conférence Level-5 Vision 2011, le studio de développement Level-5 confirme le lancement de la franchise comportant jeux vidéo, mangas et anime. Le premier support est un manga qui parait en décembre 2012. Le premier jeu vidéo sort quant à lui sur Nintendo 3DS en juillet 2013, tandis que la série d'animation débute en janvier 2014.
En janvier 2014, Level-5 enregistre la marque aux États-Unis, et demande aux fans s'ils veulent voir une adaptation de la franchise. En avril 2014, Dentsu Entertainment USA annonce l'acquisition de la licence de la série d'animation pour l'Amérique. En juillet 2014, Level-5 déclare songer sérieusement à une expansion à l'international. En août 2014, le président de Level-5 Akihiro Hino annonce l'adaptation de la franchise pour 2015 en Occident.
En février 2015, Level-5 annonce un partenariat avec Hasbro pour la commercialisation de la gamme de jouets Yo-kai Watch à partir de 2016. En mars 2015, la société VIZ Media Europe annonce l'acquisition des droits de la série d'animation.

## Jeux vidéo

### Série principale
Le premier jeu vidéo est sorti au Japon le 11 juillet 2013. Il propose d'incarner au choix un garçon, Keita Amano (Nathan Adams, en version française), ou une fille, Fumika Kodama (Katie Forester). Celui-ci s'est écoulé à plus de 652 000 exemplaires au 31 mars 2014. En France, le jeu s'est écoulé à 275 000 exemplaires. Le but est d'avoir les yo-kai les plus puissants pour battre les boss.
En septembre 2013, le magazine CoroCoro annonce la production d'un nouveau jeu. Annoncé officiellement en avril 2014, le second volet se présente sous deux versions différentes, Ganso et Honke, dans lesquelles le personnage devra voyager dans le passé. Les deux versions sont sorties le 10 juillet 2014 au Japon. Avant sa sortie, les précommandes s'élevaient à 814 000 exemplaires, chiffre limité du fait l'annulation des réservations à la suite d'une rupture de stock. En trois jours de commercialisation, les ventes japonaises dépassent les 1,31 million d'exemplaires. Une troisième version intitulée Shinuchi (真打) est sortie le 13 décembre 2014, pour accompagner la sortie du film d'animation. Le jeu sort en Amérique du Nord le 30 septembre 2016 sous le titre Yo-kai Watch 2: Bony Spirits & Fleshy Souls et la version Yo-kai Watch 2 Phychic Specters le 29 septembre 2017 puis en Europe le 7 avril 2017 sous le titre Yo-kai Watch 2: Esprits Farceurs et Fantômes Bouffiset la version Yo-kai watch 2 Spectres Psychiques le 29 septembre 2017.
Yōkai Watch 3, annoncé en mars 2015, est le troisième opus de la série principale. Il est sorti le 16 juillet 2016 en deux versions, Sushi et Tempura. Une troisième version, Sukiyaki, est sortie le 15 décembre 2016.
Yōkai Watch 4 est sorti au Japon le 20 juin 2019 sur Nintendo Switch. Une version améliorée, intitulée Yōkai Watch 4++, est sortie le 5 décembre 2019 sur Nintendo Switch et PlayStation 4.

### Jeux dérivés
Le jeu Yo-kai Watch: Tomodachi UkiUkipedia (妖怪ウォッチ ともだちウキウキペディア) est sorti sur borne d'arcades Data Carddass de Bandai.
En mars 2015 fut annoncé Yōkai Watch Busters, un jeu d'action spin-off jouable jusqu'à quatre en coopération. Celui-ci est commercialisé en deux versions le 11 juillet 2015 au Japon.
Un autre spin-off nommé Yo-kai Sangokushi est sorti au Japon le 2 avril 2016. Il s'agit d'un cross-over avec Romance of the Three Kingdoms. Également, le jeu Yo-kai Watch Dance: Just Dance Special Version est sorti au Japon en tant que jeu de la série Just Dance. Plusieurs jeux sur smartphones ont également vu le jour comme Yo-kai watch Puni Puni ou Yo-kai watch Sangokushi

## Manga
Un premier manga dessiné par Noriyuki Konishi est publié du 15 décembre 2012 au 21 avril 2023 dans les magazines kodomo Monthly CoroCoro Comic (2012-2022), puis Coro Coro Ichiban! et Bessatsu Coro Coro Comics (2023) de l'éditeur Shōgakukan,. Le premier volume est commercialisé le 28 juin 2013. En 2014, le manga a reçu le 38e prix du manga Kōdansha dans la catégorie jeunesse.
Une deuxième adaptation a débuté le 27 décembre 2013 dans le magazine shōjo Ciao de Shōgakukan. Elle est dessinée par Chikako Mori. Le premier volume relié est commercialisé le 25 décembre 2014.
Le jeu dérivé Yōkai Watch Busters est également adapté en manga par Atsushi Ohba en 2015. Deux mangas yonkoma sont également publiés.

## Anime

### Séries télévisées
L'adaptation en série télévisée d'animation est produite par le studio OLM avec une réalisation de Shinji Ushiro, un scénario de Yoichi Kato et des compositions de Kenchirō Saigō. Elle a débuté le 8 janvier 2014 sur TV Tokyo. En avril de la même année, la série est déplacée du mercredi 19h au vendredi à 18h30.
En décembre 2014, Akihiro Hino annonce la diffusion de la série à l'échelle internationale, avec l'adaptation des noms des différents yōkai à l'exception des mascottes Jibanyan et Whisper. Keita Amano prend donc le nom de Nathan Adams et Fumika Kodama devient Katie Forester. La série est diffusée en France depuis le 11 avril 2016 sur Boing et rediffusée le 29 août 2016 sur Gulli et en mars 2017 sur Cartoon Network. Pourtant, les 13 premiers épisodes de la série ont déjà été diffusés sur Cartoon Network de juin à août 2016. Sur Gulli, la première saison a réuni en moyenne 280 000 spectateurs à la sortie de l'école, et jusqu'à 52 % de part d'audience chez les 4-10 ans, un des meilleurs résultats de la chaîne. Elle commence à être diffusée au Québec sur la version française de la chaîne canadienne Télétoon en avril 2016, pour coïncider avec la sortie du premier jeu vidéo en version française. Elle est diffusée en Italie depuis le 12 avril 2016 sur Cartoon Network et depuis le 12 septembre 2016 sur Boing, et en Espagne depuis le 9 mai 2016 sur Boing.

### Films d'animation
Un film d'animation, Yo-kai Watch: Le Film, est sorti le 20 décembre 2014 dans les salles japonaises  et est sorti le 9 août 2017 en France. Le film réalise le meilleur lancement d'un film japonais depuis le début des années 2000 avec plus de 1,62 milliard de yens pour son premier week-end d'exploitation, détrônant Le Château ambulant et ses 1,48 milliard de yens.
Un deuxième film d'animation, Eiga Yōkai Watch: Enma daioh to itsutsu no monogatari da nyan!, est sorti le 19 décembre 2015 dans les salles japonaises.
Un troisième film d'animation, Yo-kai Watch: Soratobu Kujira to Double no Sekai no Daibōken da Nyan! (映画 妖怪ウォッチ　空飛ぶクジラとダブル世界の大冒険だニャン！), est sorti le 17 décembre 2016.
Un quatrième film, Yo-kai Watch Shadowside: Oni-ō no Fukkatsu, est sorti le 16 décembre 2017.
Le cinquième film de la franchise, Yo-kai Watch : Forever Friends, est sorti le 14 décembre 2018.
Yōkai Wotchi Jamu - Eiga Yōkai Gakuen Y: Neko wa Hīrō ni Nareruka, le sixième film, est sorti le 13 décembre 2019.
Yōkai Wotchi♪ Jibanyan VS Komasan Mongee Daikessen da Nyan, le huitième film, est sorti le 13 janvier 2023.

## Produits dérivés

La Yo-Kai Watch Modèle Zéro, la nouvelle Yo-Kai Watch apparu la première fois dans Yo-Kai Watch 2.

Plusieurs produits dérivés ont été édités, comme la Yo-Kai Watch et ses médaillons, des figurines, un jeu de carte, des peluches ou encore des vêtements. En France, la montre s'est classée deuxième meilleure vente de la catégorie jouet en 2016. Une nouvelle version de la montre magique, la Yo-Kai Watch Modèle Zéro, qui permet cette fois-ci de projeter sur un mur l'image d'un Yo-kai, est commercialisée depuis 2017. En Asie, ils sont produits par Bandai, tandis qu'Hasbro les produit en Europe.